# 1911 v letectví

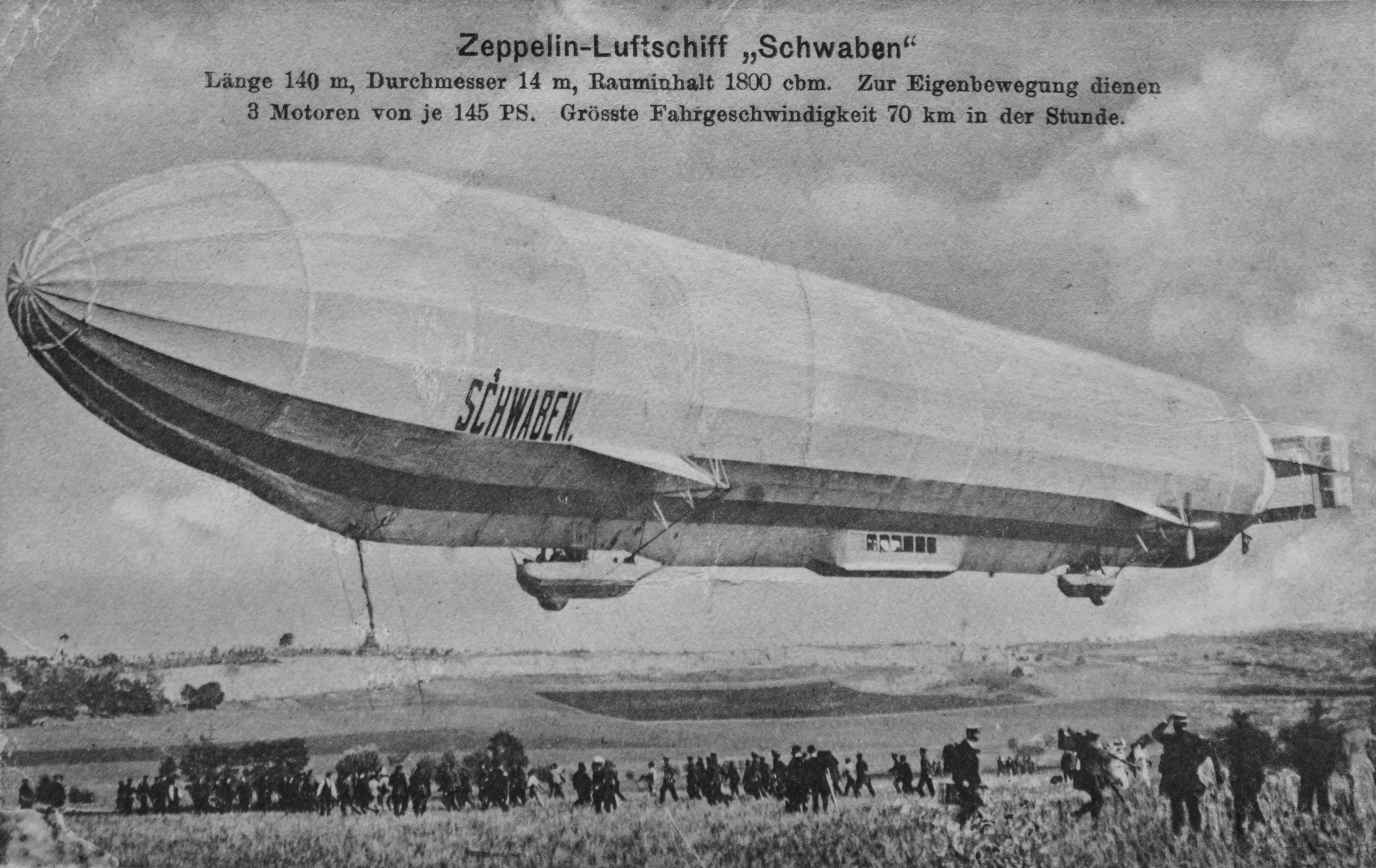
Vzducholoď LZ 10 „Schwaben“

Tento článek obsahuje seznam událostí souvisejících s letectvím, které proběhly roku 1911.

## Události

### Leden
- 18. ledna – první přistání letounu na palubě lodi. Americký pilot Eugene Burton Ely přistál s letounem Curtiss na dřevěné plošině, umístěné na palubě pancéřového křižníku USS Pennsylvania.[1]

### Květen
- 13. května – Jan Kašpar uskutečnil svůj dálkový let z Pardubic do Prahy-Velké Chuchle a tím zahájil éru českého letectví.

### Červenec
- 2. červenec – Jan Kašpar za účasti 15 000 platících diváků uskutečnil v Kroměříži start a po třináctiminutovém letu i úspěšné přistání svého letounu. Akci připomíná pamětní deska na kroměřížském letišti.

### Září
- 27. září – Božena Laglerová jako první Češka (i jako první žena v Rakousku-Uhersku a 13. žena na světě) složila pilotní zkoušku.[2]

### Říjen
- 5. října – v šestém ročníku Poháru Gordona Bennetta zvítězili Němci Hans Gericke a Otto Duncker.

### Listopad
- 1. listopadu – italský poručík Giulio Gavotti svrhl ze svého letounu na turecké jednotky čtyři těžké granáty a tím provedl první bombový nálet v historii.

## První lety
- 26. června – vzducholoď LZ 10 „Schwaben“, první úspěšná civilní dopravní vzducholoď.